# کریپتومنوره
کریپتومنوره (انگلیسی: Cryptomenorrhea یا cryptomenorrhoea یا hematocolpos)، وضعیتی است که قاعدگی رخ می‌دهد، اما به دلیل انسداد مجرای خروجی قابل مشاهده نیست. به خصوص که لایه داخلی رحم (اندومتر) ریزش می‌کند، اما انسدادی مادرزادی مانند سپتوم (دیواره) واژن یا بخشی از هایمن (پرده بکارت) جریان قاعدگی را مسدود می‌کند. بیمار مبتلا به کریپتومنوره به نظر می‌رسد که آمنوره داشته باشد اما درد قاعدگی را تجربه می‌کند. این شرایط با جراحی قابل اصلاح است.
بیمار معمولاً در سن بلوغ در هنگام شروع قاعدگی که خون در واژن جمع می شود، علائم را بروز می‌دهد.

## علائم
آمنوره‌ی یوگنادوتروپیک اولیه و درد شکمی دوره‌ای، اصلی ترین شکایت‌های کریپتومنوره هستند. 
بیمار ممکن است با احتباس ادراری ناگهانی مراجعه کند.

## نشانه ها
- معاینه شکم: تورم در هنگام لمس احساس می‌شود.
- در مشاهده ناحیه فرج (vulva): یک برجستگی سفت، برآمده و کبود رنگ دیده می شود، که با توجه به ضخامت غشاء انسداد متغیر است. این یافته ممکن است در بیماران مبتلا به آژنزی واژن کامل یا جزئی وجود نداشته باشد.
- در معاینه مقعد: یک توده بزرگ برآمده احساس می‌شود.

## عوارض
- هماتومتری (جمع شدن خون در حفره رحم)
- هماتوسالپنکس (جمع شدن خون در لوله های فالوپ)
- آندومتریوز در موارد طول کشیده
- در موارد شدید و درمان نشده، ناباروری و احتباس و بازگشت ادرار محتمل است.

## ارزیابی
کریپتومنوره را می‌توان به راحتی در سونوگرافی تشخیص داد، واژن پر از خون دیده می‌شود و رحم به سمت بالا فشرده شده است. هماتوسپالنکس و هماتومتری ممکن است دیده شوند.

## درمان
یک برش صلیبی ساده و بعد برداشتن بخش‌های اضافه هایمن، تخلیه خون قاعدگی تجمع یافته را ممکن می سازد. سپتوم واژینال عرضی ضخیم‌تر را می توان با زِدپلاستی (Z-plasty) درمان کرد. واژن کور به واژینوپلاستی جزئی یا کامل نیاز دارد. هماتوسپالینکس ممکن است نیاز به لاپاراتومی یا لاپاروسکوپی برای ترمیم و بازسازی لوله‌های آسیب دیده داشته باشد.
برای برطرف کردن عارضه نازایی ممکن است نیاز به تکنیک‌های کمک باروری باشد.